# 马蒂亚斯 (神圣罗马帝国)
马蒂亚斯（Matthias，1557年2月14日—1619年3月20日）是神圣罗马帝国皇帝（1612年—1619年在位）、匈牙利国王（1608年—1619年在位，称馬加什二世）和波希米亚国王（1611年—1619年在位）。
馬蒂亞斯的父親是哈布斯堡王朝的神聖羅馬帝國皇帝馬克西米利安二世，母親是查理五世的女儿瑪麗亞。其兄長是神聖羅馬帝國皇帝魯道夫二世。
由於魯道夫不願向奧斯曼帝國妥協，而且頑固地認爲他可以通過一次新十字軍東征統一所有信奉基督教的國家，1593年他開始了一場同土耳其的戰爭，這場戰爭一直持續到1606年，被稱爲“漫長的戰爭”（或“奧斯曼戰爭”、“十三年戰爭”），期間的1604年他所統治的匈牙利發生叛亂，1605年魯道夫被他的其他家庭成員迫使，將匈牙利事務的管理權交給了他的弟弟馬蒂亞斯，馬蒂亞斯在1606年艱難地分別同匈牙利叛亂者和土耳其人達成和平協定，魯道夫對此非常生氣，他認爲馬蒂亞斯所作出巨大的讓步只是爲了維持自己的權力，因此準備重新對土耳其開戰。但馬蒂亞斯爭取到了匈牙利叛亂者的支援，迫使魯道夫放棄了匈牙利、奧地利和摩拉維亞的王位給馬蒂亞斯。
與此同時，波希米亞新教派看准了神聖羅馬帝國最微弱的時機，提出更多宗教自由的要求，魯道夫在1609年簽署文件（Majestätsbriefe）滿足了他們的要求，賦予信奉新教的波希米亞和西里西亞貴族以宗教信仰自由和特權，這一舉動成爲了後來1618年開始的三十年戰爭導火索。雖然波希米亞人的要求被滿足了，但是他們卻得寸進尺地施壓要求更多自由，魯道夫只得派兵鎮壓，波希米亞人轉而向馬蒂亞斯請求幫助，馬蒂亞斯將魯道夫囚禁在布拉格的城堡中，直到1611年魯道夫將波希米亞的王位讓與馬蒂亞斯。
被弟弟奪去所有實權的9個月後，魯道夫於1612年1月20日去世，去世時只剩下神聖羅馬帝國皇帝這個空頭銜，馬蒂亞斯在1612年6月13日繼承了魯道夫的皇位。
1617年，施蒂里亚大公查理二世之子斐迪南當選爲波希米亞國王。由於西班牙哈布斯堡王朝的明顯支援，他繼承無嗣的馬提亞斯皇帝的皇位和匈牙利王位幾乎也成定局。
1619年皇帝馬提亞斯去世，斐迪南二世順利地繼承了神聖羅馬帝國的帝位和匈牙利王位。
}
| 马蒂亚斯 (神圣罗马帝国) 哈布斯堡王朝出生于：1557年2月14日逝世於：1619年3月20日 | 马蒂亚斯 (神圣罗马帝国) 哈布斯堡王朝出生于：1557年2月14日逝世於：1619年3月20日 | 马蒂亚斯 (神圣罗马帝国) 哈布斯堡王朝出生于：1557年2月14日逝世於：1619年3月20日 |
| 統治者頭銜                                                                     | 統治者頭銜                                                                     | 統治者頭銜                                                                     |
| ------------------------------------------------------------------------------ | ------------------------------------------------------------------------------ | ------------------------------------------------------------------------------ |
| 前任者： 魯道夫二世                                                            | 波希米亞國王 1611–1619                                                         | 繼任者： 斐迪南二世                                                            |
| 前任者： 魯道夫二世                                                            | 匈牙利及克羅地亞國王 奧地利大公 1608年–1619年                                  | 繼任者： 斐迪南二世                                                            |
| 前任者： 魯道夫二世                                                            | 德意志國王 1612年–1618年                                                       | 繼任者： 斐迪南二世                                                            |
| 前任者： 魯道夫二世                                                            | 神聖羅馬皇帝 1612年–1619年                                                     | 繼任者： 斐迪南二世                                                            |